# 2024-es Formula–E Monte-Carlo nagydíj
A 2024-es Formula–E Monte-Carlo nagydíjat április 27-én rendezték meg a Circuit de Monaco pályán. Ez volt a 2023–2024-es szezon nyolcadik versenye. A futamot Mitch Evans nyerte meg.

## Eredmények

### 1. szabadedzés
| Poz. | #  | Versenyző              | Csapat           | Idő      | Különbség | Körök |
| ---- | -- | ---------------------- | ---------------- | -------- | --------- | ----- |
| 1.   | 9  | Mitch Evans            | Jaguar           | 1:30,404 |           | 15    |
| 2.   | 4  | Robin Frijns           | Envision–Jaguar  | 1:30,713 | +0,299    | 16    |
| 3.   | 37 | Nick Cassidy           | Jaguar           | 1:31,106 | +0,692    | 16    |
| 4.   | 5  | Jake Hughes            | McLaren-Nissan   | 1:31,345 | +0,931    | 15    |
| 5.   | 1  | Jake Dennis            | Andretti–Porsche | 1:31,502 | +1,088    | 15    |
| 6.   | 13 | António Félix da Costa | Porsche          | 1:31,545 | +1,131    | 15    |
| 7.   | 48 | Edoardo Mortara        | Mahindra         | 1:31,566 | +1,152    | 14    |
| 8.   | 21 | Nyck de Vries          | Mahindra         | 1:31,725 | +1,311    | 14    |
| 9.   | 17 | Norman Nato            | Andretti-Porsche | 1:31,867 | +1,453    | 16    |
| 10.  | 16 | Sébastien Buemi        | Envision–Jaguar  | 1:31,890 | +1,476    | 15    |
| 11.  | 7  | Maximilian Günther     | Maserati         | 1:31,902 | +1,488    | 16    |
| 12.  | 11 | Lucas di Grassi        | ABT–Mahindra     | 1:31,902 | +1,488    | 15    |
| 13.  | 2  | Stoffel Vandoorne      | DS Penske        | 1:31,975 | +1,561    | 15    |
| 14.  | 94 | Pascal Wehrlein        | Porsche          | 1:32,075 | +1,661    | 15    |
| 15.  | 33 | Dan Ticktum            | ERT              | 1:32,223 | +1,809    | 15    |
| 16.  | 22 | Oliver Rowland         | Nissan           | 1:32,345 | +1,931    | 15    |
| 17.  | 51 | Nico Müller            | ABT–Mahindra     | 1:32,434 | +2,020    | 15    |
| 18.  | 25 | Jean-Éric Vergne       | DS Penske        | 1:32,687 | +2,273    | 15    |
| 19.  | 23 | Sacha Fenestraz        | Nissan           | 1:32,718 | +2,304    | 13    |
| 20.  | 18 | Jehan Daruvala         | Maserati         | 1:33,030 | +2,616    | 15    |
| 21.  | 8  | Sam Bird               | McLaren–Nissan   | 1:34,329 | +3,915    | 9     |
| 22.  | 3  | Sérgio Sette Câmara    | ERT              | 1:42,077 | +11,663   | 10    |

### 2. szabadedzés
| Poz. | #  | Versenyző              | Csapat           | Idő      | Különbség | Körök |
| ---- | -- | ---------------------- | ---------------- | -------- | --------- | ----- |
| 1.   | 9  | Mitch Evans            | Jaguar           | 1:29,521 |           | 16    |
| 2.   | 4  | Robin Frijns           | Envision–Jaguar  | 1:29,650 | +0,129    | 17    |
| 3.   | 94 | Pascal Wehrlein        | Porsche          | 1:29,672 | +0,151    | 17    |
| 4.   | 13 | António Félix da Costa | Porsche          | 1:29,980 | +0,459    | 17    |
| 5.   | 7  | Maximilian Günther     | Maserati         | 1:30,040 | +0,519    | 16    |
| 6.   | 33 | Dan Ticktum            | ERT              | 1:30,087 | +0,566    | 16    |
| 7.   | 22 | Oliver Rowland         | Nissan           | 1:30,174 | +0,653    | 16    |
| 8.   | 2  | Stoffel Vandoorne      | DS Penske        | 1:30,207 | +0,686    | 16    |
| 9.   | 21 | Nyck de Vries          | Mahindra         | 1:30,418 | +0,897    | 16    |
| 10.  | 17 | Norman Nato            | Andretti–Porsche | 1:30,421 | +0,900    | 17    |
| 11.  | 37 | Nick Cassidy           | Jaguar           | 1:30,447 | +0,926    | 16    |
| 12.  | 48 | Edoardo Mortara        | Mahindra         | 1:30,452 | +0,931    | 12    |
| 13.  | 18 | Jehan Daruvala         | Maserati         | 1:30,487 | +0,966    | 16    |
| 14.  | 5  | Jake Hughes            | McLaren-Nissan   | 1:30,492 | +0,971    | 15    |
| 15.  | 1  | Jake Dennis            | Andretti–Porsche | 1:30,536 | +1,015    | 16    |
| 16.  | 51 | Nico Müller            | ABT–Mahindra     | 1:30,754 | +1,233    | 14    |
| 17.  | 23 | Sacha Fenestraz        | Nissan           | 1:30,854 | +1,333    | 16    |
| 18.  | 25 | Jean-Éric Vergne       | DS Penske        | 1:30,949 | +1,428    | 15    |
| 19.  | 11 | Lucas di Grassi        | ABT–Mahindra     | 1:31,208 | +1,687    | 16    |
| 20.  | 16 | Sébastien Buemi        | Envision–Jaguar  | 1:31,222 | +1,701    | 17    |
| 21.  | 3  | Sérgio Sette Câmara    | ERT              | 1:31,376 | +1,855    | 7     |
| 22.  | 8  | Taylor Barnard         | McLaren–Nissan   | 1:31,699 | +2,178    | 16    |

### Időmérő
| Poz. | #  | Versenyző              | Csapat           | A csoport | B csoport | Negyeddöntő | Középdöntő | Döntő    | Rajthely |
| ---- | -- | ---------------------- | ---------------- | --------- | --------- | ----------- | ---------- | -------- | -------- |
| 1.   | 94 | Pascal Wehrlein        | Porsche          | 1:30,851  |           | 1:29,886    | 1:29,759   | 1:29,861 | 1        |
| 2.   | 2  | Stoffel Vandoorne      | DS Penske        |           | 1:30,593  | 1:30,012    | 1:30,311   | 1:30,304 | 2        |
| 3.   | 37 | Nick Cassidy           | Jaguar           |           | 1:30,785  | 1:29,800    | 1:30,772   |          | 3        |
| 4.   | 9  | Mitch Evans            | Jaguar           | 1:30,697  |           | 1:29,725    | –          |          | 4        |
| 5.   | 25 | Jean-Éric Vergne       | DS Penske        |           | 1:30,848  | 1:30,119    |            |          | 5        |
| 6.   | 16 | Sébastien Buemi        | Envision–Jaguar  |           | 1:30,811  | 1:30,140    |            |          | 6        |
| 7.   | 13 | António Félix da Costa | Porsche          | 1:31,068  |           | 1:30,341    |            |          | 7        |
| 8.   | 7  | Maximilian Günther     | Maserati         | 1:31,058  |           | 1:30,425    |            |          | 8        |
| 9.   | 4  | Robin Frijns           | Envision–Jaguar  | 1:31,070  |           |             |            |          | 9        |
| 10.  | 18 | Jehan Daruvala         | Maserati         |           | 1:31,010  |             |            |          | 10       |
| 11.  | 3  | Sérgio Sette Câmara    | ERT              | 1:31,188  |           |             |            |          | 11       |
| 12.  | 48 | Edoardo Mortara        | Mahindra         |           | 1:31,042  |             |            |          | 12       |
| 13.  | 21 | Nyck de Vries          | Mahindra         | 1:31,279  |           |             |            |          | 13       |
| 14.  | 23 | Sacha Fenestraz        | Nissan           |           | 1:31,083  |             |            |          | 14       |
| 15.  | 22 | Oliver Rowland         | Nissan           | 1:31,347  |           |             |            |          | 15       |
| 16.  | 5  | Jake Hughes            | McLaren-Nissan   |           | 1:31,149  |             |            |          | 16       |
| 17.  | 11 | Lucas di Grassi        | Abt-Mahindra     | 1:31,349  |           |             |            |          | 17       |
| 18.  | 1  | Jake Dennis            | Andretti–Porsche |           | 1:31,370  |             |            |          | 18       |
| 19.  | 17 | Norman Nato            | Andretti–Porsche | 1:31,353  |           |             |            |          | 19       |
| 20.  | 33 | Dan Ticktum            | ERT              |           | 1:31,600  |             |            |          | 20       |
| 21.  | 51 | Nico Müller            | ABT–Mahindra     | 1:31,907  |           |             |            |          | 21       |
| 22.  | 8  | Taylor Barmard         | McLaren–Nissan   |           | 1:32,323  |             |            |          | 22       |

### Futam
| Pozíció | #  | Versenyző              | Csapat           | Körök | Idő/kiesés oka | Rajthely | Pontok |
| ------- | -- | ---------------------- | ---------------- | ----- | -------------- | -------- | ------ |
| 1.      | 9  | Mitch Evans            | Jaguar           | 31    | 58:15,455      | 4        | 25     |
| 2.      | 37 | Nick Cassidy           | Jaguar           | 31    | +0,946         | 3        | 18+1   |
| 3.      | 2  | Stoffel Vandoorne      | DS Penske        | 31    | +3,835         | 2        | 15     |
| 4.      | 25 | Jean-Éric Vergne       | DS Penske        | 31    | +4,799         | 5        | 12     |
| 5.      | 94 | Pascal Wehrlein        | Porsche          | 31    | +6,378         | 1        | 10+3   |
| 6.      | 22 | Oliver Rowland         | Nissan           | 31    | +6,792         | 15       | 8      |
| 7.      | 13 | António Félix da Costa | Porsche          | 31    | +7,364         | 7        | 6      |
| 8.      | 5  | Sacha Fenestraz        | Nissan           | 31    | +7,928         | 14       | 4      |
| 9.      | 7  | Maximilian Günther     | Maserati         | 31    | +8,262         | 8        | 2      |
| 10.     | 17 | Norman Nato            | Andretti-Porsche | 31    | +9,045         | 19       | 1      |
| 11.     | 11 | Lucas di Grassi        | ABT–Mahindra     | 31    | +9,989         | 17       |        |
| 12.     | 21 | Nyck de Vries          | Mahindra         | 31    | +10,183        | 13       |        |
| 13.     | 33 | Dan Ticktum            | ERT              | 31    | +17,999        | 20       |        |
| 14.     | 8  | Taylor Barnard         | McLaren–Nissan   | 31    | +18,128        | 22       |        |
| 15.     | 16 | Sébastien Buemi        | Envision–Jaguar  | 31    | +18,452        | 12       |        |
| 16.     | 5  | Jake Hughes            | McLaren-Nissan   | 31    | +18,996[a]     | 16       |        |
| 17.     | 4  | Robin Frijns           | Envision–Jaguar  | 31    | +19,106        | 9        |        |
| 18.     | 3  | Sérgio Sette Câmara    | ERT              | 31    | +24,573[a]     | 11       |        |
| 19.     | 1  | Jake Dennis            | Andretti–Porsche | 31    | +32,032        | 18       |        |
| 20.     | 18 | Jehan Daruvala         | Maserati         | 31    | +1:12,269[b]   | 10       |        |
| Ki      | 51 | Nico Müller            | ABT–Mahindra     | 23    |                |          |        |
| Ki      | 48 | Edoardo Mortara        | Mahindra         | 3     |                |          |        |

Megjegyzásek:
- ↑ a:  Jake Hughes és Sérgio Sette Câmara elkerülhető baleset okozásáért 5 másodperces büntetést kaptak.
- ↑ b:  Jehan Daruvala nem aktiválta a támadó módot a verseny során, ezért 48 másodperces büntetést kapott.

## A bajnokság állása a verseny után
(Teljes táblázat)
| H | Versenyzők      | Pont | H | Csapatok               | Pont | H | Gyártók    | Pont |
| - | --------------- | ---- | - | ---------------------- | ---- | - | ---------- | ---- |
| 1 | Pascal Wehrlein | 102  | 1 | Jaguar TCS Racing      | 172  | 1 | Porsche    | 209  |
| 2 | Nick Cassidy    | 95   | 2 | Porsche Formula E Team | 128  | 2 | Jaguar     | 201  |
| 3 | Jake Dennis     | 89   | 3 | Andretti Formula E     | 113  | 3 | Nissan     | 166  |
| 4 | Oliver Rowland  | 88   | 4 | Nissan Formula E Team  | 112  | 4 | Stellantis | 155  |
| 5 | Mitch Evans     | 77   | 5 | DS Penske              | 102  | 5 | Mahindra   | 19   |

- Jegyzet: Csak az első 5 helyezett van feltüntetve mindhárom táblázatban.